# 562446 Pilinszky
562446 Pilinszky è un asteroide della fascia principale. Scoperto nel 2014, presenta un'orbita caratterizzata da un semiasse maggiore pari a 2,5575859 au e da un'eccentricità di 0,0908315, inclinata di 15,48740° rispetto all'eclittica.